# NGC 5463
NGC 5463 este o galaxie spirală situată în constelația Boarul. A fost descoperită în 19 martie 1784 de către William Herschel. Se află la o distanță de 105,49 megaparseci de Pământ.